# Coppa Bernocchi 2001
La Coppa Bernocchi 2001, ottantatreesima edizione della corsa, si svolse il 23 agosto 2001 su un percorso di 199,8 km. Era valida come evento del circuito UCI categoria 1.3. La vittoria fu appannaggio dell'italiano Paolo Valoti, che terminò la gara in 4h59'01", alla media di 40,09 km/h, precedendo i connazionali Dario Andriotto e Denis Lunghi. L'arrivo e la partenza della gara furono a Legnano.
Sul traguardo di Legnano 33 ciclisti, su 179 partenti, portarono a termine la manifestazione.

## Ordine d'arrivo (Top 10)
| Pos. | Corridore          | Squadra           | Tempo    |
| ---- | ------------------ | ----------------- | -------- |
| 1    | Paolo Valoti       | Alessio           | 4h59'01" |
| 2    | Dario Andriotto    | Alexia Alluminio  | a 4"     |
| 3    | Denis Lunghi       | Colpack           | a 4"     |
| 4    | Serhij Matvjejev   | Panaria           | a 4"     |
| 5    | Luca Paolini       | Mapei             | a 16"    |
| 6    | Gianluca Bortolami | Tacconi Sport     | a 16"    |
| 7    | Mauro Radaelli     | Tacconi Sport     | a 16"    |
| 8    | Uroš Murn          | Mobilvetta Design | a 16"    |
| 9    | Danilo Di Luca     | Cantina Tollo     | a 16"    |
| 10   | Cristiano Frattini | Liquigas          | a 16"    |